# Kitharöde

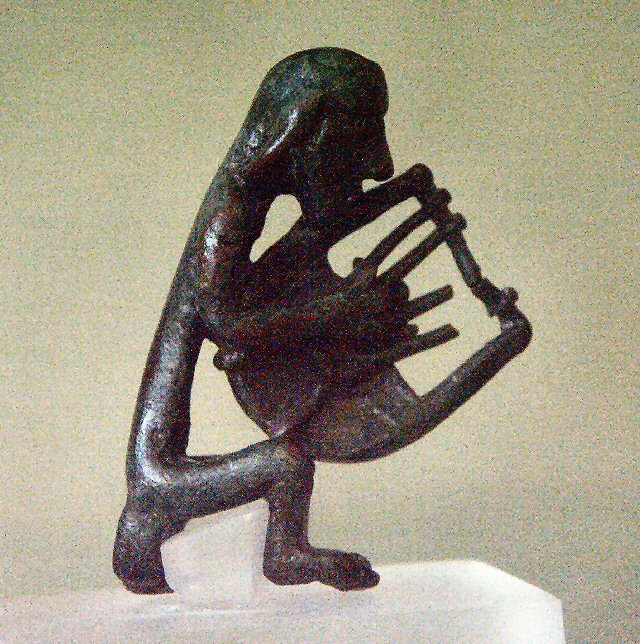
Miniatur eines Kitharöden, Archäologisches Museum Iraklio

Ein Kitharöde (von altgriechisch κιθαρῳδός kitharodos, lateinisch citharoedus) war im antiken Griechenland ein Dichter, der seine Gedichte selbst sang und sich dabei auf der Leier Kithara begleitete. Die Kitharöden bildeten einen Teil der Nachfolge der homerischen Aöden (Sänger und Dichter volkstümlicher Epen), während die Rhapsoden Epen rezitierten. Daneben gab es den Auloden, der seine Verse von einem Aulosbläser begleitet vortrug.
Ursprünglich waren Gesang und Begleitung auf der Kithara unison, was sich seit Archilochos oder Krexos geändert haben soll. Kitharöden trugen einen langen Chiton.
Bekannte Kitharöden waren Terpandros und Arion von Lesbos. Der Gesang zur Kithara war noch in römischer Zeit beliebt; der Kaiser Nero trat wiederholt als Kitharöde auf.